# Diamantová liga 2016
Samsung Diamantová liga 2016 byla sedmá série atletických závodů Diamantové ligy.

## Kalendář
| Datum            | Mítink                            | Město      | Výsledek | Oficiální web                                   |
| ---------------- | --------------------------------- | ---------- | -------- | ----------------------------------------------- |
| 6.5.2016         | Doha Diamond League               | Dauhá      | Výsledky | Zde Archivováno 13. 6. 2011 na Wayback Machine. |
| 14.5.2016        | Shanghai Golden Grand Prix        | Šanghaj    | Výsledky | Zde Archivováno 4. 7. 2013 na Wayback Machine.  |
| 22.5.2016        | Meeting international Mohammed-VI | Rabat      | Výsledky | Zde                                             |
| 28. - 29.5. 2016 | Prefontaine Classic               | Eugene     | Výsledky | Zde Archivováno 11. 7. 2015 na Wayback Machine. |
| 2.6.2016         | Golden Gala                       | Řím        | Výsledky | Zde Archivováno 11. 7. 2015 na Wayback Machine. |
| 5.6.2016         | British Grand Prix                | Birmingham | Výsledky | Zde Archivováno 12. 7. 2011 na Wayback Machine. |
| 9.6.2016         | Bislett Games                     | Oslo       | Výsledky | Zde Archivováno 7. 7. 2013 na Wayback Machine.  |
| 16.6.2016        | Bauhaus-Galan                     | Stockholm  | Výsledky | Zde Archivováno 21. 7. 2013 na Wayback Machine. |
| 15.7.2016        | Meeting Herculis                  | Monako     | Výsledky | Zde Archivováno 15. 6. 2013 na Wayback Machine. |
| 22. - 23.7.2016  | London Grand Prix                 | Londýn     | Výsledky | Zde Archivováno 31. 7. 2013 na Wayback Machine. |
| 25.8.2016        | Athletissima                      | Lausanne   | Výsledky | Zde Archivováno 5. 12. 2013 na Wayback Machine. |
| 27.8.2016        | Meeting de Paris                  | Paříž      | Výsledky | Zde Archivováno 27. 7. 2013 na Wayback Machine. |
| 1.9.2016         | Weltklasse Zürich                 | Curych     | Výsledky | Zde                                             |
| 9.9.2016         | Memoriál Van Dammeho              | Brusel     | Výsledky | Zde Archivováno 29. 6. 2013 na Wayback Machine. |

## Vítězové
| Muži                       | Muži                 | Muži    |
| -------------------------- | -------------------- | ------- |
| Běh na 100 metrů           | Asafa Powell         | 26 bodů |
| Běh na 200 metrů           | Alonso Edward        | 44 bodů |
| Běh na 400 metrů           | LaShawn Merritt      | 50 bodů |
| Běh na 800 metrů           | Ferguson Rotich      | 39 bodů |
| Běh na 1500 metrů          | Asbel Kipruto Kiprop | 42 bodů |
| Běh na 5000 m              | Hagos Gebrhiwet      | 35 bodů |
| Běh na 110 metrů překážek  | Orlando Ortega       | 60 bodů |
| Běh na 400 metrů překážek  | Kerron Clement       | 51 bodů |
| Běh na 3000 metrů překážek | Conseslus Kipruto    | 70 bodů |
| Skok daleký                | Fabrice Lapierre     | 36 bodů |
| Trojskok                   | Christian Taylor     | 60 bodů |
| Skok do výšky              | Erik Kynard          | 46 bodů |
| Skok o tyči                | Renaud Lavillenie    | 72 bodů |
| Vrh koulí                  | Tomas Walsh          | 58 bodů |
| Hod diskem                 | Piotr Małachowski    | 54 bodů |
| Hod oštěpem                | Jakub Vadlejch       | 50 bodů |

| Ženy                       | Ženy                    | Ženy    |
| -------------------------- | ----------------------- | ------- |
| Běh na 100 metrů           | Elaine Thompsonová      | 50 bodů |
| Běh na 200 metrů           | Dafne Schippersová      | 48 bodů |
| Běh na 400 metrů           | Stephenie Ann McPherson | 39 bodů |
| Běh na 800 metrů           | Caster Semenyaová       | 60 bodů |
| Běh na 1500 metrů          | Laura Muirová           | 40 bodů |
| Běh na 5000 m              | Almaz Ayanaová          | 50 bodů |
| Běh na 100 metrů překážek  | Kendra Harrisonová      | 70 bodů |
| Běh na 400 metrů překážek  | Cassandra Tateová       | 50 bodů |
| Běh na 3000 metrů překážek | Ruth Jebetová           | 56 bodů |
| Skok daleký                | Ivana Španovićová       | 68 bodů |
| Trojskok                   | Caterine Ibargüenová    | 76 bodů |
| Skok do výšky              | Ruth Beitiaová          | 61 bodů |
| Skok o tyči                | Katerina Stefanidiová   | 62 bodů |
| Vrh koulí                  | Valerie Adamsová        | 58 bodů |
| Hod diskem                 | Sandra Perkovićová      | 80 bodů |
| Hod oštěpem                | Madara Palameika        | 59 bodů |